# Apostasia
Apostasia je rod kaćunovki iz potporodice Apostasioideae s 9 priznatih vrsta iz suptropske i tropske Azije i sjeverne Australije.

## Vrste
1. Apostasia elliptica J.J.Sm.
2. Apostasia fogangica Y.Y.Yin, P.S.Zhong & Z.J.Liu
3. Apostasia latifolia Rolfe
4. Apostasia nuda R.Br.
5. Apostasia odorata Blume
6. Apostasia parvula Schltr.
7. Apostasia ramifera S.C.Chen & K.Y.Lang
8. Apostasia shenzhenica Z.J.Liu & L.J.Chen
9. Apostasia wallichii R.Br.

## Sinonimi
- Adactylus Rolfe
- Mesodactylis Wall.
- Neumayera Rchb.f.
- Niemeyera F.Muell.